# Renato De Sanzuane
Renato De Sanzuane (ur. 5 marca 1925 w Wenecji, zm. 23 czerwca 1986 tamże) – włoski piłkarz wodny, brązowy medalista olimpijski z Helsinek.
Wraz z kolegami zdobył brązowy medal na Letnich Igrzyskach Olimpijskich 1952 w Helsinkach. Zagrał tam w 7 meczach.